# Muritaia orientalis
Muritaia orientalis là một loài nhện trong họ Amaurobiidae.
Loài này thuộc chi Muritaia. Muritaia orientalis được miêu tả năm 1973 bởi Raymond Robert Forster & Wilton.